# Sarah Mullally
Sarah Elizabeth Mullally, nata Bowser (26 marzo 1962), è una vescovo anglicano ed ex infermiera britannica.
Vescovo di Londra dall'8 marzo 2018, è stata dal 2015 al 2018 vescovo suffraganeo di Exeter e dal 1999 al 2004, Chief Nursing Officer, Capo del Servizio Infermieristico d'Inghilterra.

## Biografia
Ultima delle due figlie di Michael Frederick Mills Bowser e Ann Dorothy Bowser, nasce il 26 marzo 1962 e soffre di dislessia. Ha ricevuto la prima istruzione presso la Winston Churchill Comprehensive School, a Woking nel Surrey e, successivamente, presso il Woking Sixth Form College. Dopo le scuole superiori ha optato per una carriera da infermiera piuttosto che diventare un medico. La scelta è stata da lei giustificata col fatto che avrebbe preferito un approccio olistico alla cura del paziente. Le sue scelte professionali sono state determinate dalla sua fede cristiana, che la Mullally ha scoperto all'età di 16 anni. Sposata dal 1987 con Eamonn Mullally, hanno due figli, Grace e Liam.

### Formazione e carriera civile
Ha intrapreso i suoi studi universitari iscrivendosi nel 1980 alla London South Bank University per conseguirvi, nel 1984, un BSc in infermieristica (Registered General Nurse), effettuando i previsti periodi di tirocinio presso il St Thomas' Hospital. Nel 1990 si è nuovamente iscritta alla London South Bank University per conseguirvi, nel 1992, un MSc in studi inter-professionali di salute e benessere (Interprofessional Health and Welfare Studies).
Ha ottenuto il suo primo impiego come infermiera presso il St Thomas' Hospital per poi passare al The Royal Marsden Hospital dove ha completato il corso di specializzazione infermieristica. Ha avuto diversi impieghi di tipo manageriale, prima all'ex Westminster Hospital dove è stata capo reparto e direttore dello sviluppo dei tirocini, poi come direttore del servizio infermieristico del Chelsea and Westminster Hospital per poi divenire, dello stesso ospedale, vice direttore generale e, poi, direttore generale facente funzione. Nel 1999 è stata nominata Chief Nursing Officer, Capo del Servizio Infermieristico per l'Inghilterra, con la responsabilità di 400 000 tra infermieri e ostetrici, divenendo la persona più giovane mai assegnata a tale incarico.
Al tempo stesso è stata direttore per il benessere dei pazienti, director of patient experience, per l'Inghilterra presso il National Health Service. Si è dimessa dall'incarico nel giugno 2004.
Nel New Year Honours del 2005, Mullally ha ricevuto l'onorificenza di Dama Commendatore dell'Ordine dell'Impero Britannico (DBE) come riconoscimento al suo contributo nei campi dell'infermieristica e dell'ostetricia.
Mullally è stata, tra il 2005 e il 2015, membro indipendente del consiglio di amministrazione della London South Bank University.  Tra il 2005 e il 2012 è stata direttore non esecutivo del Royal Marsden NHS Foundation Trust, mentre, tra il 2012 e il 2016 ha auto un ruolo non esecutivo presso la Salisbury NHS Foundation. Nel 2016, Mullally è diventata membro laico del Consiglio del King's College London.

### Formazione e ministero sacerdotale
Nel 1998 Mullally ha intrapreso gli studi presso il South East Institute of Theological Education (oggi St Augustine's College of Theology) per essere ordinata ministro della chiesa anglicana, venendo ordinata diacono nella Cattedrale di Southwark il 30 settembre 2001. Nello stesso periodo ha studiato teologia presso l'Università del Kent ottenendo, sempre nel 2001, un Diploma in Teologia (DipTh). È stata ordinata sacerdote il 5 ottobre 2002, presso la chiesa della Holy Trinity, a Clapham. Sia per l'ordinazione a diacono che per quella a sacerdote il consacrante è stato Tom Butler, vescovo di Southwark. Dal 2001 al 2004, ha servito come curato part-time senza stipendio presso la parrocchia di Battersea Fields nella diocesi di Southwark.
Nel 2004, Mullally ha lasciato l'incarico di Chief Nursing Officer per dedicarsi al sacerdozio a tempo pieno, servendo come assistente curato presso la chiesa di St Saviour, a Battersea Fields fino al 2006. Nel 2006 ha conseguito un MA in teologia pastorale presso l'Heythrop College, Università di Londra. Nel 2006, è diventata rettore delle parrocchie di Sutton (Londra) servendo presso la chiesa di St Nicholas ed essendo responsabile anche per le chiese St Barnabas e Christ Church. Al contempo ha insegnato etica presso la diocesi di Southwark, ha preso parte a un programma di leadership del clero anglicano (CLP, clergy leadership programme) e ha preso parte alla Commissione delle diocesi della chiesa d'Inghilterra. Dal 2012 al 2015, è stata canonico tesoriere presso la Cattedrale di Salisbury nella Diocesi di Salisbury.

### Ministero episcopale
Il 9 giugno 2015, è stato dato l'annuncio che Mullally sarebbe stata il prossimo vescovo di Crediton, suffraganeo di Exter. Il successivo 22 luglio, è stata consacrata vescovo dall'arcivescovo di Canterbury, Justin Welby, durante una ceremonia presso la cattedrale di Canterbury, diventando così la quarta donna vescovo della Chiesa d'Inghilterra. Ordinata insieme a Rachel Treweek, sono state le prime donne ad essere ordinate vescovo nella Cattedrale di in Canterbury. Nel settembre 2015, Mullally è stata la prima donna vescovo della Chiesa d'Inghilterra a ordinare sacerdote due diaconi, Leisa McGovern e Sheila Walker, nella St Mary's Church di Ottery St Mary, Devon.
Il 18 dicembre 2017 è stato dato l'annuncio che Mullally sarebbe stata il prossimo vescovo di Londra e l'8 marzo 2018, in coincidenza con la giornata internazionale della donna ha ricevuto la nomina, succedendo a Richard Chartres, andato in pensione per ragioni di età nel mese di febbraio 2017. Il Vescovo di Londra è la terza carica per importanza nella chiesa anglicana dopo l'Arcivescovo di Canterbury e l'Arcivescovo di York. Sempre come Vescovo di Londra, dal 10 marzo 2018, siede alla Camera dei lord in qualità di lord spirituale. Il 14 marzo 2018 è stata nominata membro del Consiglio privato di sua maestà (titolo di Right Honourable). Ha ricoperto un ruolo centrale nell'incoronazione di Carlo III del 2023, uno dei tre vescovi donna a svolgere questo compito.